# Via Karelia
La Via Karelia est une route touristique parcourant le long de la frontière orientale de la Finlande. La Via Karelia se compose de deux parties : la route du poème et de la frontière et la route des églises de Carélie,,,.

## Parcours
La Via Karelia traverse les villes et municipalités suivantes, : 
- Salla
- Kuusamo
- Suomussalmi
- Kuhmo
- Valtimo
- Tohmajärvi
- Nurmes
- Lieksa
- Kitee
- Joensuu
- Ilomantsi
- Imatra
- Lappeenranta
- Miehikkälä